# Consommé

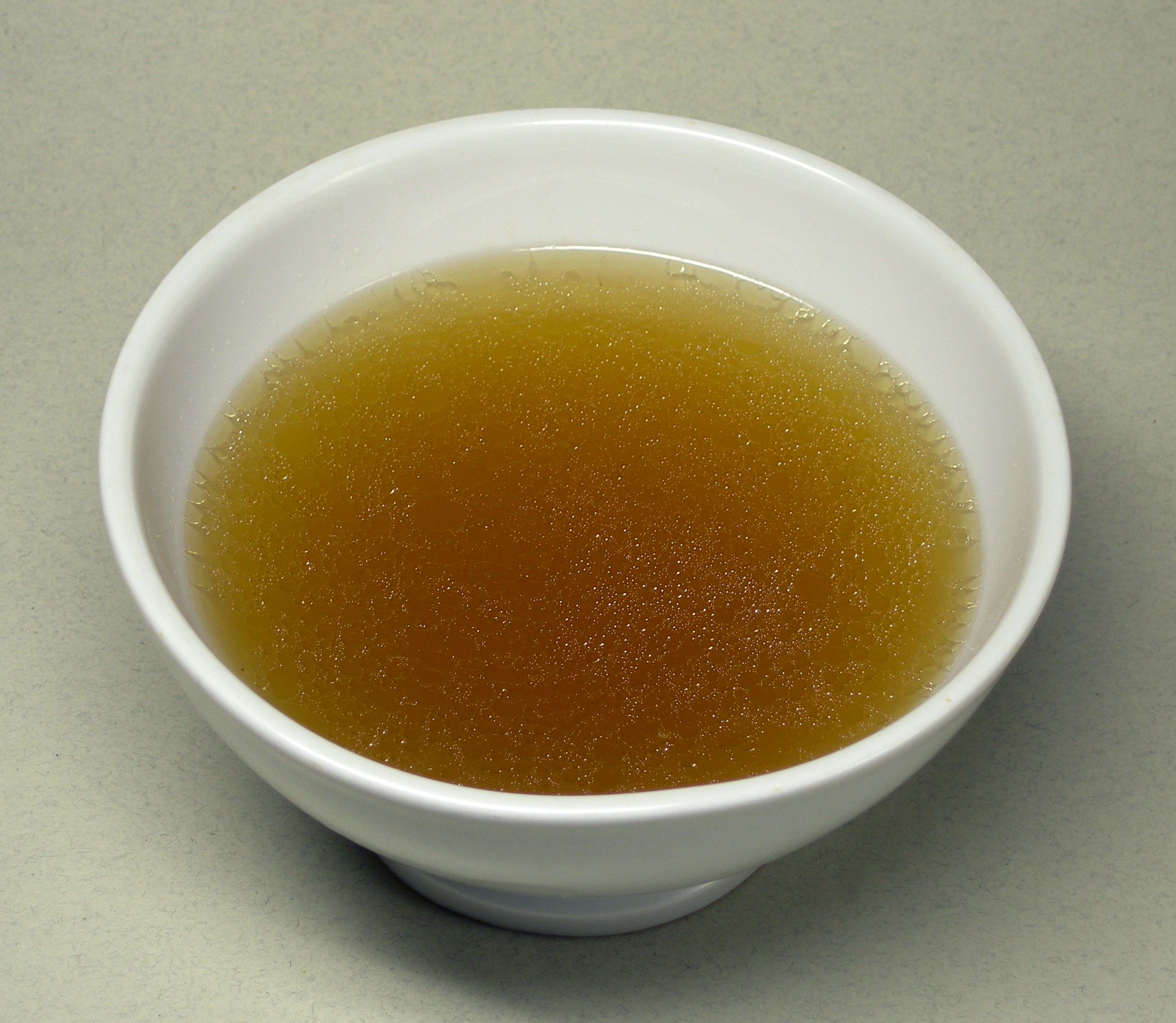
Consommé

Consommé – pochodzący z kuchni francuskiej klarowny i bogaty w smaku mocny warzywny rosół, rodzaj wysoko klarownego bulionu o łagodnym smaku. Jest klarowany surowym mięsem mielonym i białkami jaj, dzięki czemu tłuszcz i osad zbierają się na powierzchni i łatwo go odtłuścić. Można też zastosować przyprawy, istotne jest aby podstawa smaku pozostała bez zmian, a sama zupa nie została zagotowana, ponieważ utrudnia to jej klarowanie. Charakterystyczny jest bardzo długi czas gotowania, który trwa od 8 do 12 godzin. Bywa przyprawiany porto i gruboziarnistą solą, które nie wpływają na przejrzystość potrawy. Consommé podawany bywa z różnymi dodatkami, zarówno na gorąco jak i na zimno.
Dawniej była to jedna z najbardziej pracochłonnych zup w kuchni francuskiej, jej receptura jest znana od średniowiecza. Ten sposób przygotowywania zupy miał na celu wydobyć esencję smaku z poszczególnych gatunków mięsa.

## Rodzaje
- de volaille - drobiowy;
- de gibier - z dziczyzny (Consommé Diane);
- de poisson - z ryby (zwany też fumet de poisson, Consommé Amiral).

Na podstawie consommé przygotowywane jest velouté, powstaje ona przez dodanie np. szparagów, selera, grzybów lub małży i zabielenie mieszaniną śmietany i żółtka jaja kurzego.